# Karl Ucakar
Karl Ucakar (*  7. Juni 1947 in Sankt Michael) ist ein österreichischer Jurist und Politikwissenschaftler.
Ucakar studierte Rechtswissenschaften an Universität Wien (Abschluss mit Dr. jur.) und war schon als Student im Rahmen des VSSTÖ politisch aktiv. 1970–1972 absolvierte er eine postgraduate Ausbildung in Politikwissenschaft am Institut für Höhere Studien in Wien, bis 1974 war er an besagtem Institut als wissenschaftlicher Assistent tätig. Im Rahmen dieser Tätigkeit absolvierte er 1973 die Essex Summer School for the Social Sciences Data Analysis und die Essex Summer School in Quantitative Methods in History. 1974–1985 wirkte er als Assistent und Lehrbeauftragter am Institut für Politikwissenschaft an der Sozial- und Wirtschaftswissenschaftlichen Fakultät der Universität Wien. 1984 habilitierte er sich im Fach Politikwissenschaft an der Sozial- und wirtschaftswissenschaftlichen Fakultät der Universität Wien mit der Schrift: Demokratie und Wahlrecht in Österreich. Zur Entwicklung von politischer Partizipation und staatlicher Legitimationspolitik. Seit 1985 ist er Professor für Politikwissenschaft an der Universität Wien.

## Publikationen (Auswahl)
- Staatsbürger und Volksvertretung. Das Alltagsverständnis von Parlament und Demokratie in Österreich, (gemeinsam mit Peter Gerlich), Salzburg 1981.
- Demokratie und Wahlrecht in Österreich. Zur Entwicklung von politischer Partizipation und staatlicher Legitimationspolitik, Wien 1985.
- Wahlrecht und Wählerverhalten in Wien, (gemeinsam mit Maren Seliger), Wien 1984, Verlag Jugend und Volk.
- Wien. Politische Geschichte. Entwicklung und Bestimmungskräfte großstädtischer Politik 1740-1934, (gemeinsam mit Maren Seliger), 2 Bde., Wien 1985.
- Politikfeldanalysen zur Lebensqualität in Wien, (Hg., gemeinsam mit Stefan Gschiegl), Wien 2010, Werkstattbericht Nr. 106 der Magistratsabteilung 18 der Stadt Wien, ISBD 978-3-902576-34-7.
- Politik und Recht. Spannungsfelder der Gesellschaft, (Hg. gemeinsam mit Tamara Ehs, Stefan Gschiegl und Manfried Welan). Wien 2012.
- Das politische System Österreichs und die EU., (gemeinsam mit Stefan Gschiegl). Wien 2009, 2010, 2012 und 4. Auflage 2014.

## Auszeichnungen
2015: Österreichisches Ehrenkreuz für Wissenschaft und Kunst I. Klasse.
(Verliehen und beurkundet durch Herrn Bundespräsidenten Dr. Heinz Fischer im Februar 2015)